# Venoy
Venoy är en kommun i departementet Yonne i regionen Bourgogne-Franche-Comté i norra Frankrike. Kommunen ligger i kantonen Auxerre-Est som tillhör arrondissementet Auxerre. År 2022 hade Venoy 1 747 invånare.

## Befolkningsutveckling
Antalet invånare i kommunen Venoy
| Referens: INSEE |